# 巴林驻华大使馆
巴林驻华大使馆（阿拉伯语：‎），是巴林王国在中华人民共和国的最高外交代表机构。馆址位于中国北京市朝阳区东方东路22号亮马桥外交公寓10-06。